# Natatolana pastorei
Natatolana pastorei là một loài chân đều trong họ Cirolanidae. Loài này được Giambiagi miêu tả khoa học năm 1925.